# Троїцько-Кирилівська вулиця
Тро́їцько-Кири́лівська ву́лиця — вулиця в Подільському районі міста Києва, місцевість Куренівка. Пролягає від Кирилівської вулиці до Новокостянтинівської вулиці.

## Історія
Вулиця виникла у 90-х роках XIX століття, мала назву Троїцько-Кирилівська (сполучала Кирилівську площу поблизу Кирилівської церкви та Троїцьку площу). На картах 1911–1918 років позначена як Куренівський провулок. 
1963 року отримала назву вулиця Олексія Терьохіна, на честь Олексія Терьохіна, радянського військового моряка, командира канонерського човна «Вірний» Пінської військової флотилії, що брав участь в обороні Києва 1941 року. Загинув у бою, посмертно нагороджений орденом Леніна.
Сучасна (відновлена історична) назва  — з 2023 року.
Весь непарний бік вулиці займає Подільське трамвайне депо, відкрите 1891 року як Троїцький парк кінного трамвая.